# Capela de Santo Abdão
A Capela de Santo Abdão é uma capela situada na freguesia da Correlhã, em Ponte de Lima. A sua construção data do século XIII e é um exemplo do românico tardio em Portugal, com influências de transição para o estilo gótico. A estrutura é composta por uma nave única e uma capela-mor quadrangular, caracterizada por um portal de arco apontado e capitéis decorados com motivos vegetalistas, além de uma rosácea no frontispício. A capela foi edificada em granito e na sua ornamentação são notáveis a cruz no tímpano e os modilhões esculpidos.
Situada próxima da Igreja Paroquial de São Tomé da Correlhã, a capela ergue-se num plano elevado, ladeada por um cruzeiro e sepulturas antropomórficas. Atualmente mantém as suas funções religiosas. Em 1957 foi classificada como Imóvel de Interesse Público.